# Мавзолей Лабака
Мавзолей (кумбез) Лабака (каз. Лабақ күмбезі) — мавзолей, расположенный в Улытауском районе Улытауской области в 20 км к юго-востоку от села Малшыбай на левом берегу реки Каракенгир. Построен в 1874 году.
В 1982 году мавзолей Лабака был включен в список памятников истории и культуры Казахской ССР республиканского значения и взят под охрану государства.

## Архитектура
Мавзолей Лабака представляет собой портально-купольное сооружение размерами в плане 7,25×8,25 м, высотой 6,45 м. Мавзолей был построен из сырцового кирпича, снаружи и изнутри облицован жжёным кирпичом, купол выложен квадратным жжёным кирпичом. Высота цоколя 50 см. Входной проём ориентирован на юго-запад.
Переход от квадратного плана к кругу купола осуществлён посредством устройства угловых ниш. По центрам стен в интерьере устроены аналогичные ниши. Объём памятника, восемь ниш в интерьере, а также ниша входного проёма слегка расширяются книзу. Арки ниш и входного проёма имеют полуциркульные оцертания. Пештак декорирован фризом и П-образным пояском, заполненным квадратными плитками с несложным орнаментом. Карниз украшает декоративная кладка из сдвоенного диагонально сложенного ряда кирпичей, уложенных зубчиками. Остальные три фасада имеют аналогичны портальному фриз, а также декоративную фактуру из кладки в «ёлочку». Купол обрамлён двумя рядами выступающих углами кирпичей.